# Larantuka

Larantuka est une petite ville à l'extrémité orientale de l'île de Florès en Indonésie. C'est le chef-lieu du kabupaten de Florès oriental dans la province des petites îles de la Sonde orientales.

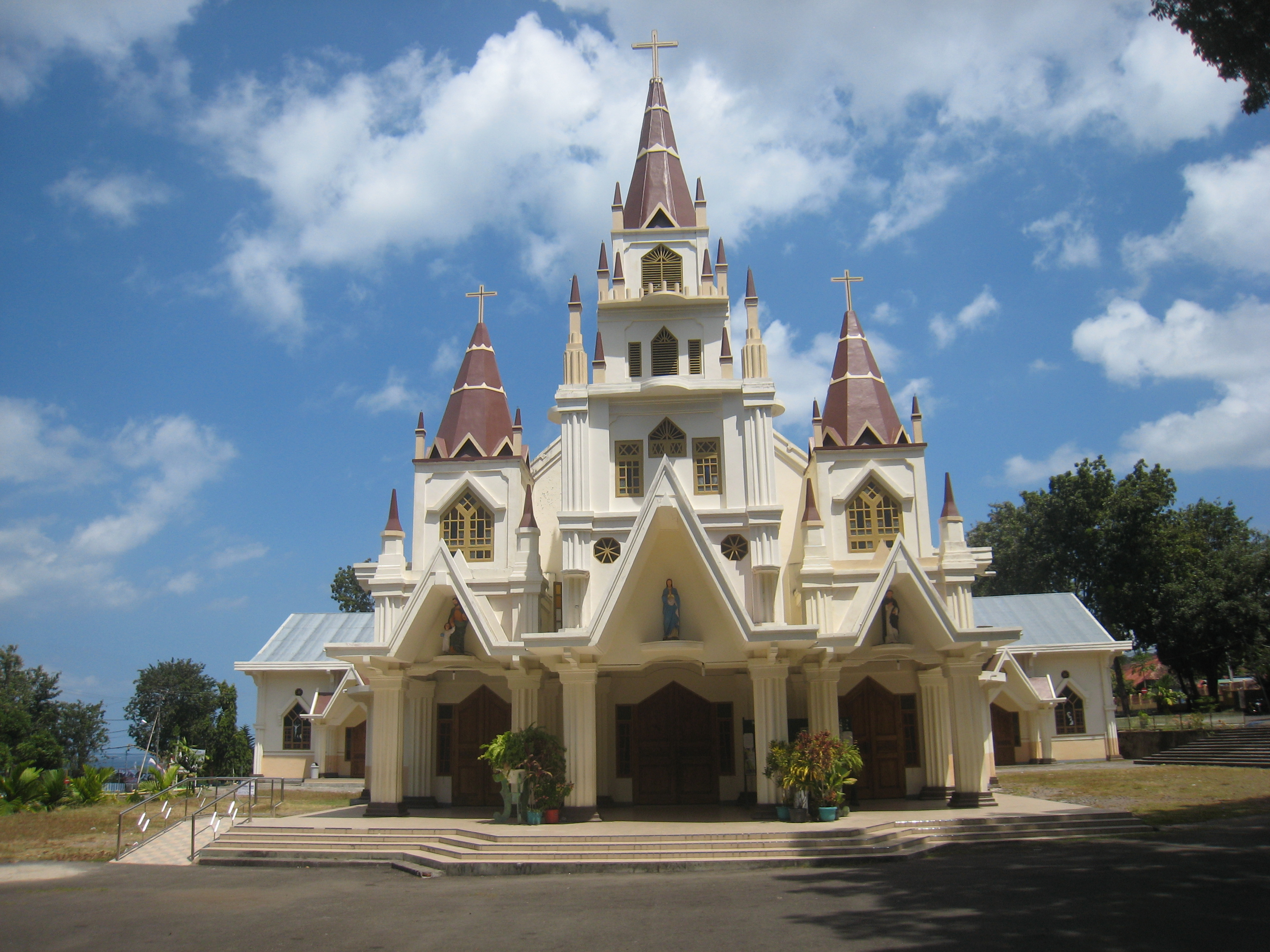
La cathédrale catholique de Larantuka, Indonésie

## Culture et tourisme
Larantuka possède un petit port. Il accueille des thoniers. On y embarque pour l'île voisine d'Alor.
Il y a également un embarcadère à un peu moins de 5 km de la ville. C'est un point d'embarquement pour Kupang dans l'île de Timor, et l'île de Rote.
De la colline au pied de laquelle se trouve Larantuka, on peut voir les îles de Solor, Adonara et Lembata de l'autre côté d'un étroit détroit.
Autrefois possession du Portugal, l'ancien royaume de Larantuka fut vendu par celui-ci aux Hollandais en 1859. De la présence portugaise, il reste par exemple la tradition de la procession de Pâques.
La ville est le siège du Diocèse de Larantuka avec la cathédrale de la Reine du Rosaire